# Casey Crescenzo
Casey Crescenzo (nascido em 19 de dezembro de 1983) é um cantor, compositor e multi-instrumentista mais conhecido por ser o vocalista das bandas The Dear Hunter e The Receiving End of Sirens. Ele também é produtor e já trabalhou em diversas outras bandas.

## The Receiving End of Sirens (2004-2006)
O início de Casey como músico se deu na cena músical de Boston, Massachuscets quando a banda The Receiving End of Sirens ofereceu uma oportunidade de se apresentar junto à banda, após a recente saída do ex-vocalista Ben Potrykus. Após escutarem o trabalho vocal de Casey, a banda anunciou Casey como membro permanente. A partir deste momento a banda começou a trabalhar no E.P. The Receiving End of Sirens, foi quando descobriram que Casey não sabia somente cantar, como possuia um formato de composição poético e romântico, que deu a Casey a oportunidade de fazer parte da composição do E.P., junto com o baixista Brendan Brown. O lançamento foi muito bem recebido pelo público e a gravadora Triple Crown Records estendeu o contrato com a banda em 2004, algumas semanas depois da banda declarar em seu website que não iria assinar contrato com nenhuma gravadora, pois todas as ofertas na época eram de gravadoras pequenas.
TREOS então começou a desenvolver seu primeiro álbum, de nome Between the Heart and the Synapse. Neste álbum, Casey toca Guitarra, Piano Rhodes, Sitar elétrica e vários outros instrumentos, enquanto ajudava na produção do álbum.

## The Dear Hunter (2005-presente)
Enquanto membro de TREOS, Casey escreveu a demo Dear Ms. Leading, faixas que não se encaixavam no estilo de TREOS. Casey decidiu, após a ruptura com TREOS, devotar todo seu tempo e habilidades para a que seria sua única banda, The Dear Hunter. Em setembro de 2006, a banda lançou seu primeiro álbum Act I: The Lake South, The River North pela Triple Crown Records. O álbum foi extremamente aclamado pela crítica, apesar do feedback negativo dos fãs, devido a diferença de estilos entre sua atual banda e a ex-banda.
Com o passar do tempo os fãs começaram a se interessar mais por The Dear Hunter, por conta da intrigante história contada através dos álbuns, o conto de um jovem garoto que perde sua atenciosa e querida mãe, que é uma prostituta, enquanto criança. The Dear Hunter explodiu na cena musical em Maio de 2007 quando a banda lançou seu segundo álbum, Act II: The Meaning of, and All Things Regarding Ms. Leading, a continuação do Act I, onde o personagem principal encontra uma jovem mulher, Ms. Leading, que é uma prostituta assim como sua mãe, que o "engana" para que ele acredite que ela o ama, após uma noite juntos que termina na perda da virgindade do garoto.
Em Junho de 2009 a banda lançou Act III: Life and Death que conta a história do garoto indo para a guerra, onde encontra seu meio-irmão que possui uma aparência idêntica a dele, bem como encontra seu pai, o general.
Casey também produziu o álbum Fangs! da banda Falling Up, Violent Things da banda The Brobecks, entre outros.
Em junho de 2012 a gravadora Equal Vision Records fez uma parceria com Casey, que obteve seu próprio selo de lançamentos, a Cave & Canary Goods.
Em junho de 2014, lançou seu projeto solo de música clássica, Amour & Attrition, onde compôs uma sinfonia de 4 partes tocada pela Orquestra Sinfônica de Brno, houve uma campanha de fundos onde os fãs podiam ajudar financeiramente o lançamento do álbum.

## Discografia

### Álbuns de estúdio
Gravado e lançado junto com The Receiving End of Sirens
- Between the Heart and the Synapse (2005)

Gravado e lançado junto com The Dear Hunter
- Act I: The Lake South, The River North (2006)
- Act II: The Meaning of, and All Things Regarding Ms. Leading (2007)
- Act III: Life and Death (2009)
- The Color Spectrum (2011)
- Migrant (2013)
- Act IV: Rebirth in Reprise (2015)
- Act V: Hymns with the Devil in Confessional (2016)

Gravado e lançado junto com The River Empires (projeto paralelo do vocalista da banda Falling Up)
- The River Empires (Epilogue) (2010)

Gravado e lançado como projeto solo
- Amour & Attrition (2014)

### EPs
Gravado e lançado com The Dear Hunter
- Random EP No. 1 (2007)
- Random EP No. 2 (2008)
- The Branches EP (2010)
- The Migrations Annex (2013)
- All Is As All Should Be (2017)

### Outras aparições
Gravado e lançado com The Receiving End of Sirens
- "Superman" (Faixa de Sound of Superman) (2006)

Gravações Solo
- "Beautiful Girls" (Cover de Sean Kingston)
- "Brazil" (Cover)
- "The War of All Against All" (Acústico)
- "This Armistice" (Acústico)
- "Paycheck"
- "Unraveled" (Cover de Björk)

Participações como convidado
- "Genesis" (Faixa do álbum Razia's Shadow: A Musical da banda Forgive Durden[3])
- Terra Firma – The Woods Brothers (Produção, mixagem, guitarra e composição)
- Perhaps On the Highway - Dakota[4]
- Culture Scars - Hail the Sun[5] (Piano)
- Hope - Manchester Orchestra[6] (Piano)
- Vámonos - Naive Thieves[7]